# Squatina oculata
Squatina oculata también conocido como tiburón ángel es una especie de pez esquatiniforme de la familia Squatinidae. No se reconocen subespecies.

## Descripción
Es la más pequeña de las tres especies mediterráneas, con una talla al nacer de entre 23 – 27 cm, pudiendo llegar hasta 1,5 m de longitud. Es de aspecto muy similar al angelote (Squatina squatina). Presenta fuertes espinas en la cabeza , sobre los ojos y alrededor del hocico,  y una coloración característica. Marrón grisáceo con pequeñas manchas blancas y oscuras y grandes manchas oscuras en la base y las puntas traseras de las aletas pectorales, la base de la cola y debajo de las aletas dorsales Las aletas dorsales se encuentran muy prolongadas hacia atrás.  La primera dorsal se coloca muy por detrás de las puntas de las aletas pélvicas Los márgenes de las aletas dorsal y caudal son blancos.

## Distribución y Hábitat
Es propio del océano Atlántico, del mar Mediterráneo y del mar Negro.  Habita la plataforma continental y laderas superiores sobre fondos de arena y barro, principalmente a entre 50 y 100 m de profundidad.
Históricamente, su presencia era común en las zonas costeras y de la plataforma continental exterior en el Atlántico oriental (sur de la península ibérica hasta Namibia) y el mar Mediterráneo.
En la actualidad, los avistamientos se han agrupado en las cuencas del Mediterráneo central y oriental, predominantemente en el estrecho de Sicilia, el mar de Levante y el norte del mar Egeo. También presente en el Atlántico oriental desde Senegal hasta Ghana (con presencia incierta más al sur y al este). Esta especie ahora está ausente en muchas áreas que han sido sometidas a una fuerte presión de pesca.

## Comportamiento y Biología
Es ovovivíparo. Los machos maduran entre 71-82 cm de longitud y las hembras entre 89-100 cm. Se reproducen cada 2 años y la gestación dura unos 12 meses. La hembra pare, habitualmente de febrero a abril, entre 3 y 8 crías, las cuales miden de 22,6 a 27 cm de longitud.
Su alimentación se compone de peces de pequeño tamaño, cefalópodos y crustáceos.